# New Providence (New Jersey)
Pour les articles homonymes, voir Providence et New Providence.
New Providence est un borough au nord-ouest du comté d'Union, dans le New Jersey, aux États-Unis.

## Géographie
New Providence est situé sur la rivière Passaic, qui forme la limite du comté avec le comté de Morris.

## Population
Selon le recensement des États-Unis de 2010, la population était de 12 171 habitants, en augmentation de 264 (+ 2,2%) par rapport aux 11 907 habitants  recensés lors du recensement de 2000, également en augmentation de 468 (4,1%) habitants sur les 11 439 recensés dans le recensement de 1990.

## Histoire
L'histoire écrite de New Providence commence en 1664, lorsque Jacques, duc d'York et frère du roi Charles II, achète la terre — qui est devenue connue sous le nom de « Elizabethtown Tract » — aux Amérindiens Lenape. Ses premiers colons européens étaient membres d'une colonie puritaine établie en 1720, qui était la première colonie permanente de ce type. La colonie s'appelait à l'origine "Turkey" ou "Turkey Town", en raison de la présence de dindes sauvages dans la région,.
L'église presbytérienne créée en 1737 était un lieu de rassemblement pour la communauté. L'absence de blessures graves après l'effondrement du balcon de l'église en 1759 était considérée comme un exemple d'intervention divine, poussant les habitants à changer le nom de la région en New Providence,.

## Personnalités notables
Les personnes nées à New Providence, qui y résident ou qui sont étroitement associées à celle-ci incluent :
- Andrew Fastow (né en 1961), directeur financier d'Enron, s'est rendu à l'ENSP et a grandi à New Providence, dans la même rue que l'école primaire Allen W. Roberts[7].
- Mike Ferguson (né en 1970), homme politique qui a été membre de la Chambre des représentants des États-Unis du 7e district du New Jersey au Congrès de 2001 à 2009[8]
- Jeff Grob, batteur du groupe rock des années 1970, Looking Glass, est né et a grandi à New Providence. Il est actuellement résident[9]
- Carroll N. Jones III (née en 1944), artiste du réalisme américain[10]
- Syd Kitson (né en 1958), ancien gardien de football américain professionnel qui a joué dans la NFL pour les Green Bay Packers et les Dallas Cowboys[11].
- Andrew Lewis (né en 1974), joueur de football professionnel pour les MetroStars et le Chicago Fire[12].
- Tom McCarthy (né en 1966), acteur dans Mon beau-père et moi (Meet the Parents), Good Night and Good Luck, réalisateur du film indépendant The Station Agent[13]. Il a remporté l'Oscar du meilleur scénario original en tant que co-scénariste de Là-haut (2009), puis une nouvelle fois pour Spotlight (2015), qui a également remporté l'Oscar du meilleur film.
- Gerald Polci, ancien professeur de groupe de jazz et de concert à New Providence Middle School (non résident) et ancien batteur de The Four Seasons. La célèbre famille Polci avait chanté le rôle principal en décembre 1963 (Oh, What a Night).
- Elias Riggs (1810-1901), missionnaire presbytérien connu pour son travail dans l'empire ottoman[14].
- Rat Skates (né en 1961 sous le nom de Lee Kundrat), cinéaste, écrivain et musicien, est connu pour être l'un des membres fondateurs et le premier batteur du groupe de thrash Overkill[15],[16],[17],[18].
- DD Verni (né en 1961), bassiste et membre fondateur du groupe de thrash, Overkill[19].
- Gideon A. Weed (1833-1905), médecin qui a exercé deux mandats à la mairie de Seattle, dans l'État de Washington[20].

## Galerie

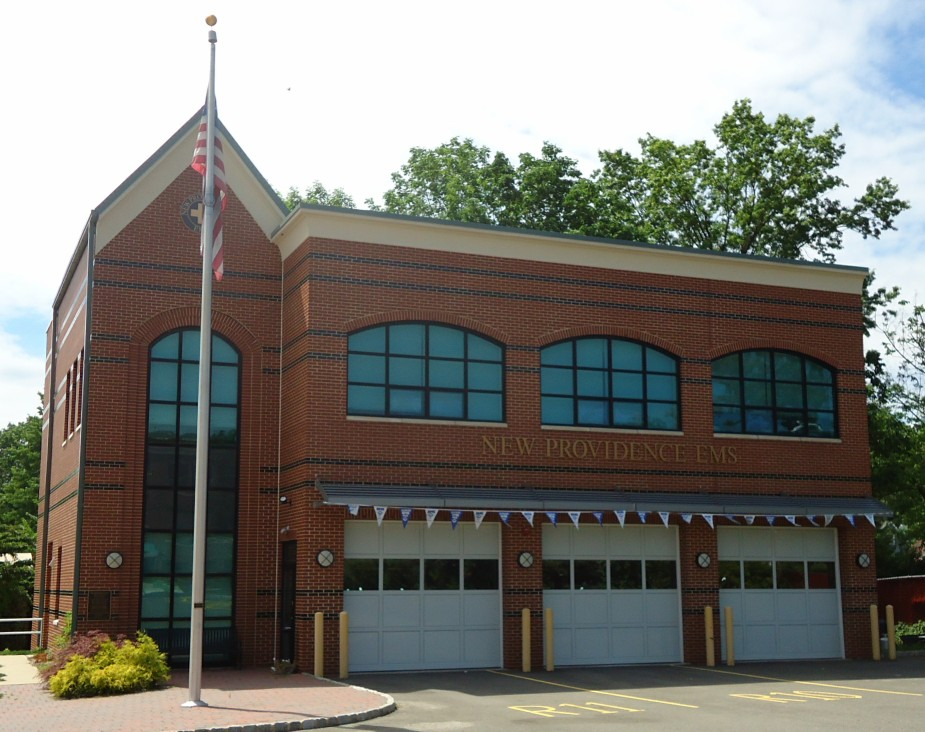
Bâtiment des services médicaux d'urgence
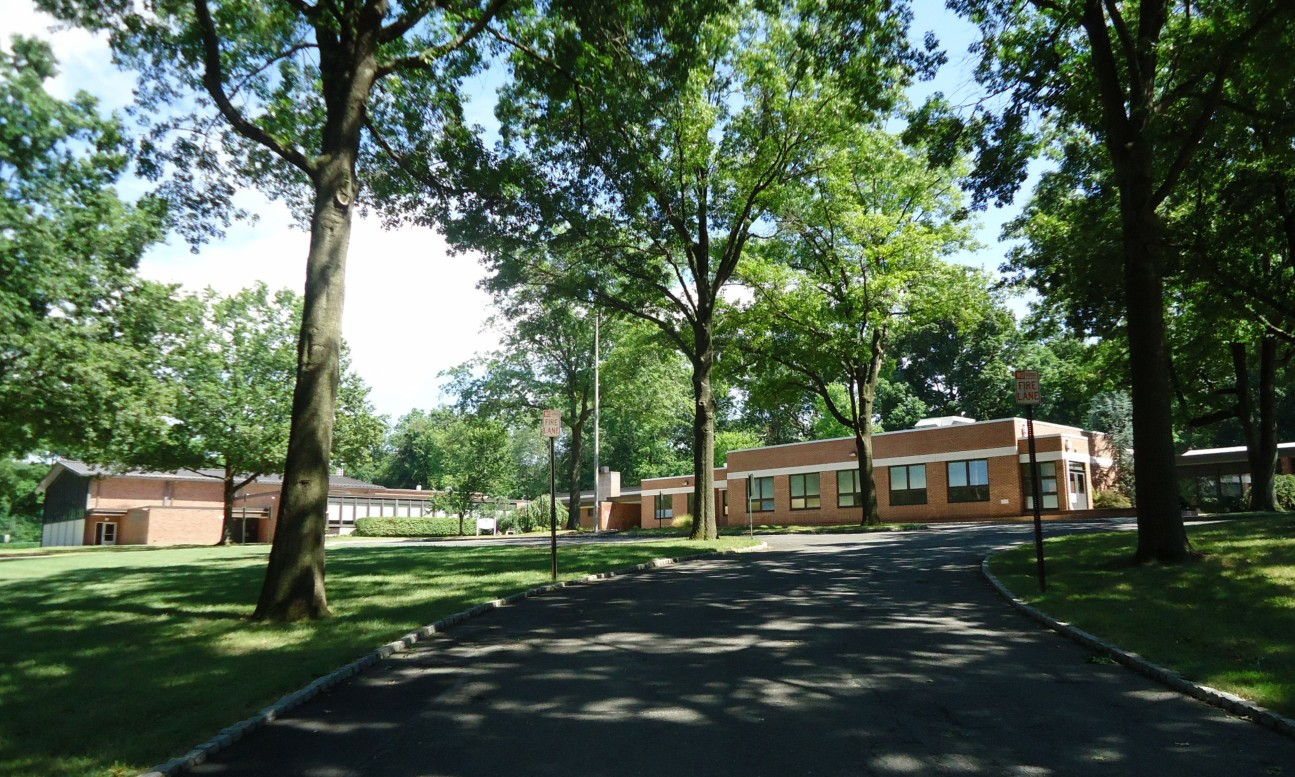
Commission de jointure de l'Union Morris
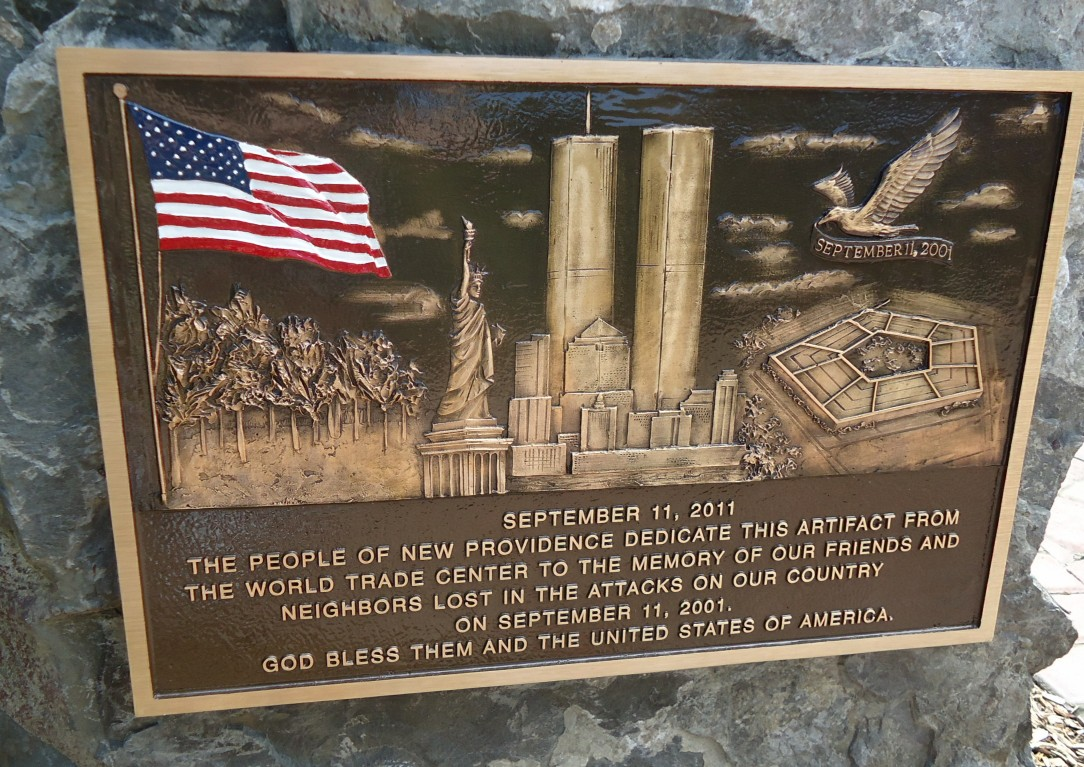
Mémorial du 11 septembre
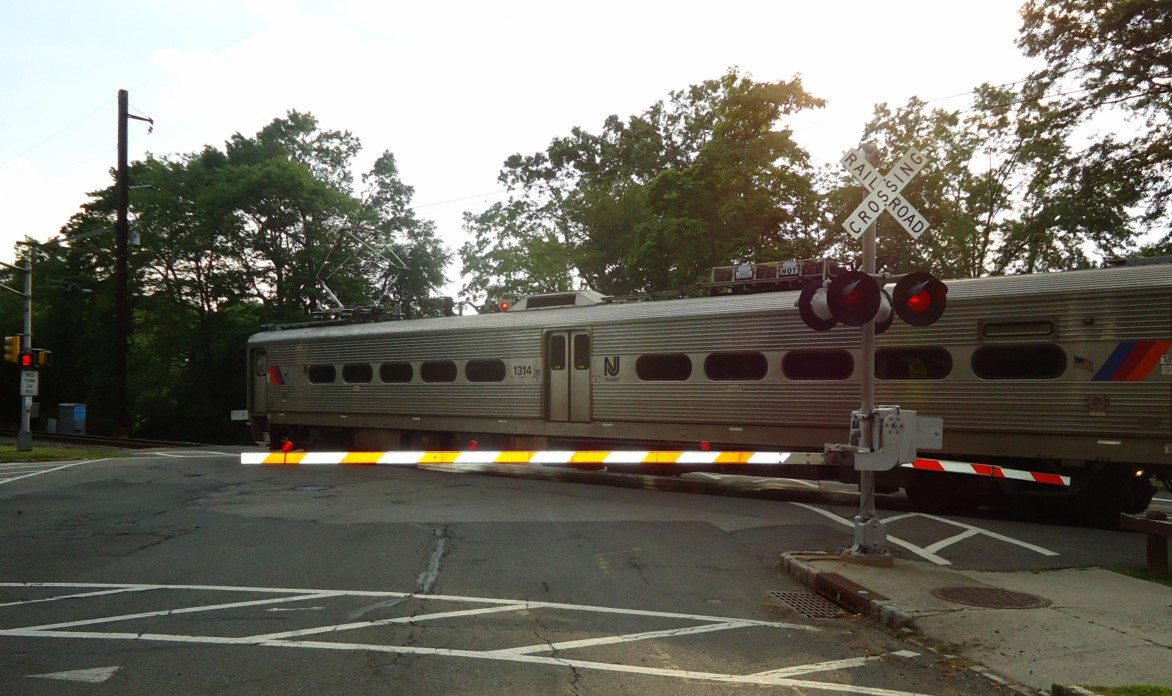
Un train de banlieue
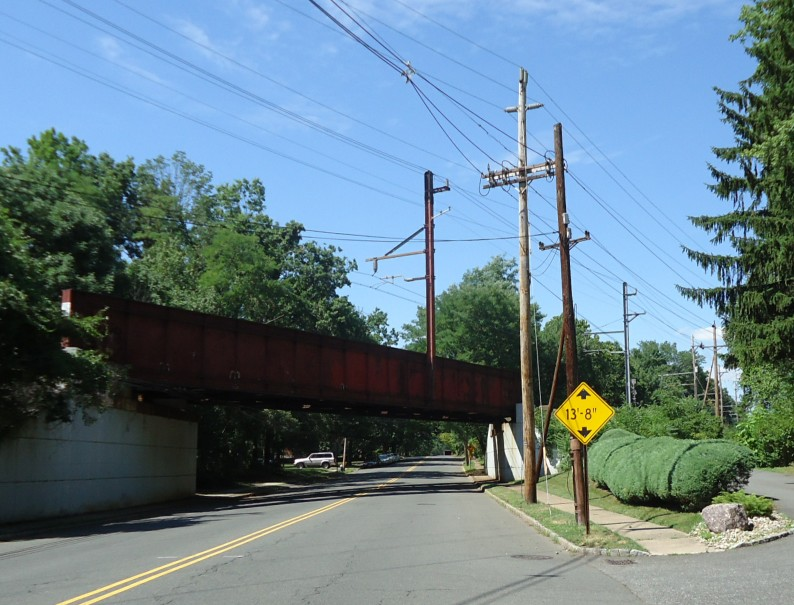
Train de chevalets
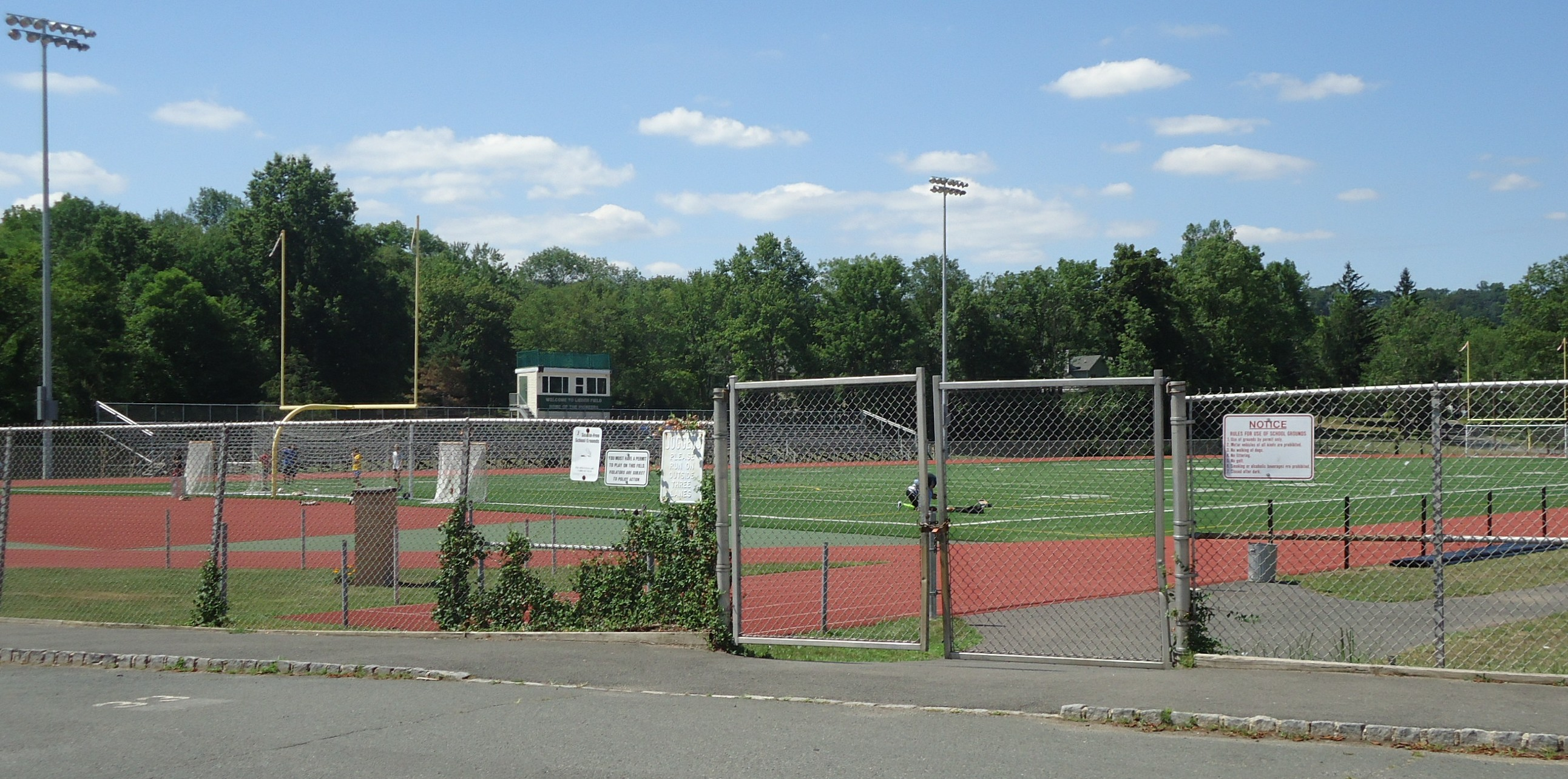
Le terrain de foot
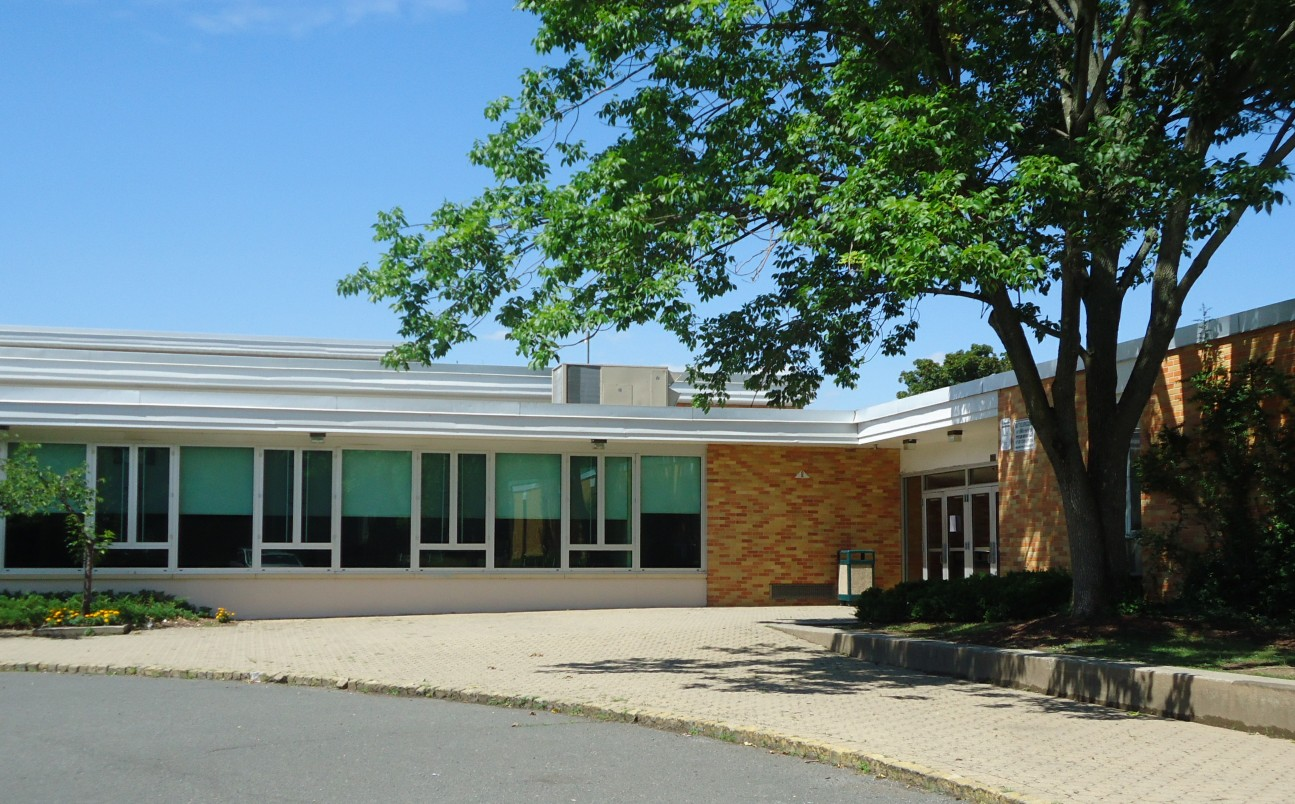
Les collèges et lycées
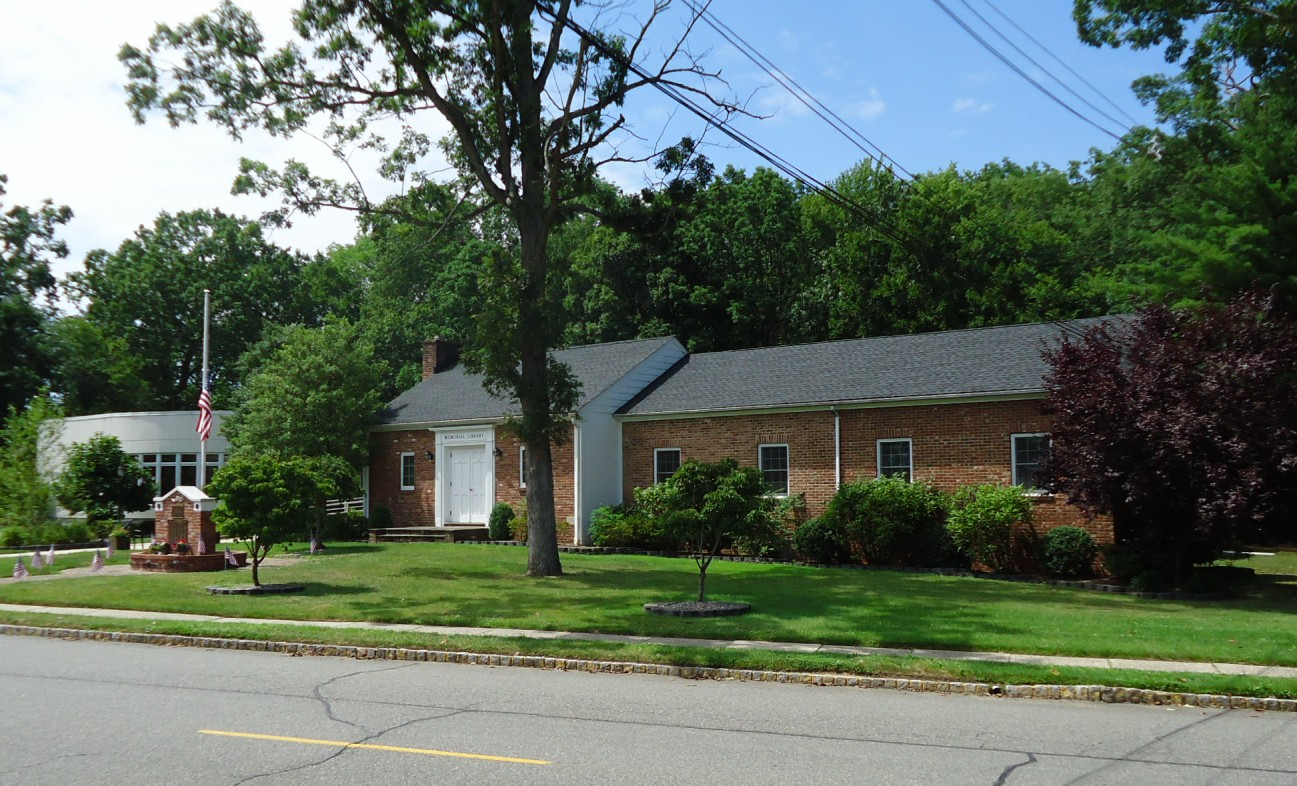
Bibliothèque
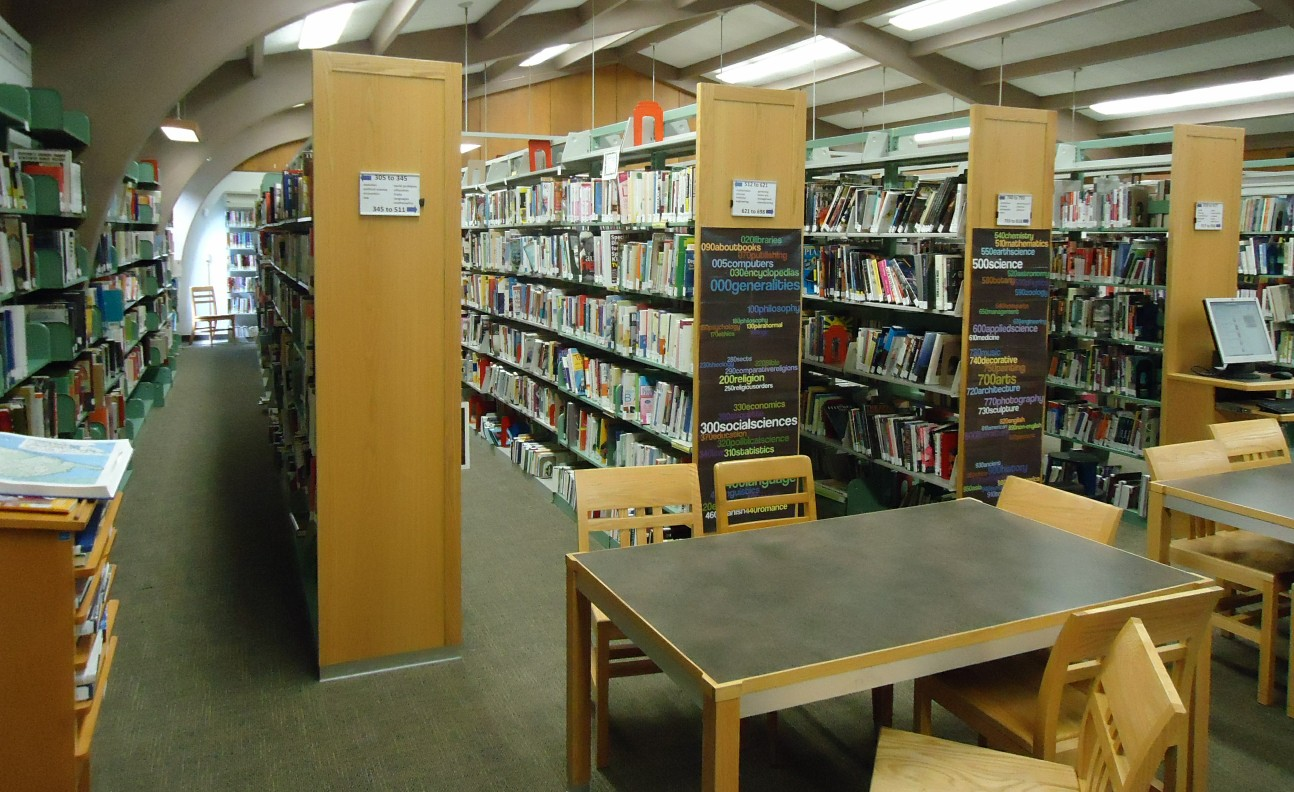
À l'intérieur de la bibliothèque
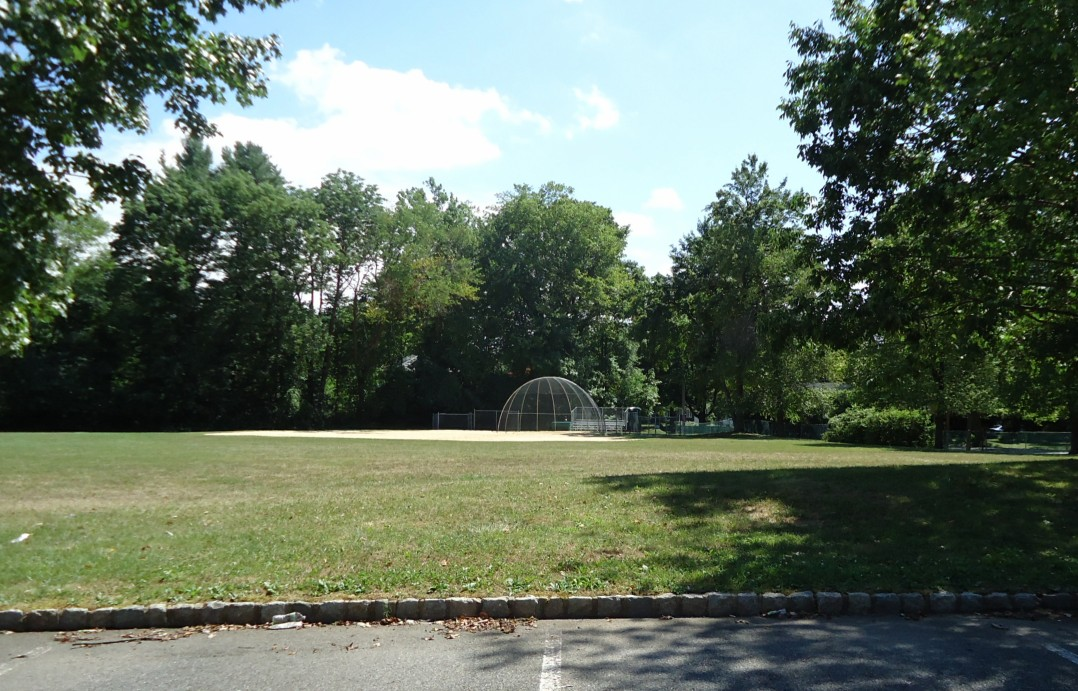
Piste d'athlétisme